# Jens Schielderup Sneedorff
Jens Schielderup Sneedorff (22 tháng 8 năm 1724 - 5 tháng 6 năm 1764) là tác giả, chuyên gia về khoa học chính trị và giáo viên hoàng gia người Đan Mạch và là một nhân vật trung tâm của Đan Mạch trong thời kỳ Khai sáng.

## Tiểu sử
Sneedorff sinh ra tại Sorø, là con trai của một người đứng đâu của Học viện Sorø. Ông đã theo học Đại học Copenhaghen và Đại học Göttingen, nơi mà ông chịu ảnh hưởng bởi các tư tưởng Khai sáng của Anh và Pháp và chủ nghĩa văn phòng của Đức.
Từ vị trí là một giáo sư tại Học viện Sorø cho những quý ông trẻ tuổi và sau đó là thầy giáo cho quốc vương, Sneedorff đã đóng một vai trò quan trọng trong việc tạo nên tư tưởng chính trị của chủ nghĩa Khai sáng tại quê hương Đan Mạch. 

## Các quan điểm chính trị
Sneedorff lên tiếng bảo vệ chủ nghĩa chuyên chế trong một mô hình có thể áp dụng tư tưởng tự do, chủ yếu là giống với cái nhìn của John Locke và Montesquieu. Một cộng đồng vận động tốt tồn tại được, theo Sneedorff, là nhờ cảnh sát của nó, ví dụ như là một chủ thể và tinh thần mang tính nhiếp chính của đạo đức công dân, "danh dự đích thực" và tôn giáo.
Đạo đức công dân thì gắn liền với lòng yêu nước. Đối với Sneedorff, điều đó tương đương với sự cần cù, ý chí và mong muốn để lợi ích cá nhân có thể vì lợi ích chung.
Danh dự đích thực có cái kết tương tự, nhưng lại được mổ xẻ thông qua khai thác lợi ích cá nhân của mọi người bằng việc kết nối tình trạng xã hội đến việc tăng lên của lợi ích chung. Trong khái niệm của Sneedorff, mỗi đẳng cấp trong bốn đẳng cấp, quý tộc, giáo sĩ, tiểu tư sản và nông dân, có danh dự của riêng mình với bốn loại khác nhau của hành vi yêu nước.
Nếu như hai nền tảng trên sụp đổ, Sneedorff cho rằng, tôn giáo là chỗ dựa cuối cùng của trật tự xã hội.
Về tổng quan, cái nhìn của Sneedorff cho rằng những thứ như lợi ích cá nhân không nên bị đánh giá thấp, mà cần được thăng hoa thành những hình thức hữu dụng cho quốc gia. Vì thế, thầm nhuấn tinh thần đúng đắn trong các chủ thể tạo nên cam kết chính trị quan trọng, một cách thức tạo nên cho nghệ thuật của chính phủ kỷ luật sư phạm - một dự án của thời kỳ Khai sáng.
Sneedorff xem xét cộng đồng mà ông vạch ra khác xa những gì ông thấy ở quê hương mình, Đan Mạch-Na Uy. Ông đặt ra phương pháp giáo dục "tinh thần của Socrates", điều khiến mọi người "phải lòng" với đạo đức. Bản thân đạo đớc nên là một niềm đam mê để có thể thống nhất chủ thể yêu thích nhiệm vụ và chính phủ trong sự hòa âm về cảm xúc.
Nghiên cứu của ông về chủ nghĩa chuyên chế loại trừ tất cả mọi người trừ sự nhiếp chính từ ảnh hưởng chính trị chính thức. Tuy nhiên, nó thay thế những người khai sáng như chinh Sneedorff trong một vị trí được đặc quyền như những người đang nắm quyền lực để định nghĩa nội dung của đạo đức và sự tự quản lý danh dự.
Suy nghĩ mang tính Khai sáng của ông cũng thể hiện tinh thần đằng sau chính sách cải cách trọng tâm được theo đuổi bởi chính quyền chuyên chế tại quê hương ông. 

## Các tác phẩm
- Om den borgerlige Regiering (Về chính quyền dân sự) (1757)
- Den patriotiske Tilskuer (Người xem yêu nước) (1761–1763)